# Richard Fraser (paroliere)
Richard Fraser (...) è un poeta e paroliere britannico per la progressive rock-band Emerson, Lake & Palmer.

## Biografia
Richard Fraser è noto per aver ricevuto crediti per Knife-Edge, che è la terza traccia del loro album di debutto (1970), e per i suoi contributi di paroliere a Pictures at an Exhibition. Fraser e il cantante-bassista Greg Lake hanno scritto insieme il testo da incubo, mentre Keith Emerson ha aggiunto alcune improvvisazioni all'organo Hammond e al moog (Lake ha lavorato, prima, con parolieri non performanti e, dopo, in particolare con Peter Sinfield).
La maggior parte della musica di Knife-Edge è stata "presa in prestito" dal primo movimento della Sinfonietta (1926) di Leoš Janáček, tranne la sezione solista d'organo che è una citazione nota per nota dell'Allemanda dalla Suite francese n. 1 in re minore BWV 812 di J. S. Bach. Nell'edizione originale dell'LP degli Emerson, Lake & Palmer, pubblicata dalla statunitense Cotillion Records, il brano Knife-Edge è stato interamente accreditato a Emerson, Lake e Fraser senza menzionare Janáček o Bach; tuttavia, nella ristampa della britannica Manticore Records, Sinfonietta e Janáček sono stati elencati nei crediti dell'album, inclusa la cover di Bach (come pure The Barbarian, che è un'elaborazione in chiave rock dell'Allegro barbaro di Bartók - l'arrangiamento è degli Emerson, Lake & Palmer), e Keith Emerson ha spesso menzionato la citazione della suite francese, inclusa l'intervista con la rivista Keyboard del 1977. Sfortunatamente, le etichette discografiche che hanno ripubblicato gli album degli Emerson, Lake & Palmer su CD, non sono riuscite a utilizzare le informazioni aggiornate, inclusa la copertina posteriore della Manticore.
Greg Lake ha avuto questo da dire su Fraser nel marzo 1972: